# Tomás Nistal
Tomás Nistal Fernández (* 31. August 1948 in Valladolid) ist ein ehemaliger spanischer Radrennfahrer.

## Sportliche Laufbahn
Nistal war Teilnehmer der Olympischen Sommerspiele 1972 in München, er startete im Straßenradsport.  Im olympischen Straßenrennen wurde er beim Sieg von Hennie Kuiper als 54. klassiert. 1972 holte er einen Etappensieg in der Polen-Rundfahrt. 1974 gewann Nistal mehrere Tagesabschnitte in spanischen Etappenrennen.
Von 1975 bis 1977 war er als Berufsfahrer aktiv. Er begann seine Karriere im Radsportteam Kas. In der Vuelta a Asturias 1975 siegte er im Prolog, in der Vuelta a los Valles Mineros gewann er eine Etappe, in der Vuelta a Aragón drei Etappen. 1976 siegte er im Eintagesrennen Gran Premio Valencia (Trofeo Luis Puig).